# Ralf Eggert
Ralf Eggert (Amburgo, 25 dicembre 1971) è un triatleta tedesco.

## Carriera
Ha vinto la medaglia di bronzo ai campionati del mondo di triathlon di Wellington del 1994 e a quelli di Cancún del 1995.
Agli europei ha ottenuto un secondo posto (medaglia d'argento) ad Eichstätt nel 1994 ed un terzo posto (medaglia di bronzo) a Szombathely nel 1996.